# Lauta
Lauta  (Łuty, en sorbio) es una pequeña ciudad en el norte del distrito de Bautzen, en el estado alemán de Sajonia.

## Geografía y comunicaciones
El municipio se encuentra al sur de la zona lacustre de Lausitz y del Río Schwarze Elster. Limita con las pedanías de Großkoschen y Hosena, así como con la ciudad de Senftenberg, (ya en el estado alemán de Brandeburgo) de la cual dista cerca de 15 km. Al este, también a unos 15 km, se halla la ciudad de Hoyerswerda. El lago y la zona recreativa de Erikasee se encuentran dentro del término municipal de Lauta y el Senftenberger See un poco más al oeste. Lauta es la única ciudad sajona situada en la zona de influencia de la Baja Lusacia.
A través del término municipal discurre la carretera comarcal 96, así como la línea de tren Hoyerswerda-Ruhland-Dresde/Leipzig.

## Historia
La primera mención documentada sobre el pueblo de Lauta data de 1374 (aparece como Luthe) y proviene de una carta tributaria del monasterio de St. Marienstern en Panschwitz-Kuckau.
La iglesia fue destruida durante la Guerra de los Treinta Años y reconstruida en 1652.
Lauta era conocida sobre todo por "Lautawerk", propiedad de Vereinigten Aluminiumwerke A. G. (en la actualidad, Austria Metall AG), una fundición de aluminio durante la Primera Guerra Mundial, que dio nombre comercial a la aleación Lautal. Este complejo metalúrgico trajo consigo el desarrollo del barrio obrero homónimo al este de la población. En 1918, se construyeron más viviendas para los trabajadores al norte del complejo, "Gartenstadt Lauta-Nord", y, posteriormente, el arquitecto Ewald Kleffel diseñó la "Gartenstadt Erika" en 1928. 
Cuando la Escuela de la Bauhaus se trasladó a Dessau, todos los elementos de aluminio que se emplearon para su construcción (picaportes, etc.) provenían de la fundición Lautawerk, bajo la marca Balumin (aleación G54) de la empresa Batz & Co. En 1943 se construyó la estación de ferrocarril para dar salida a la producción de la fábrica. Durante la Segunda Guerra Mundial trabajaron forzosamente en Lautawerk más de 4000 prisioneros del este de Europa, especialmente judíos, que estaban recluidos en un campo de prisioneros cercano. Las insalubres condiciones de trabajo y de alojamiento produjeron una elevada cifra de muertos, muchos de los cuales fueron enterrados en fosas comunes en el cercano bosque. 

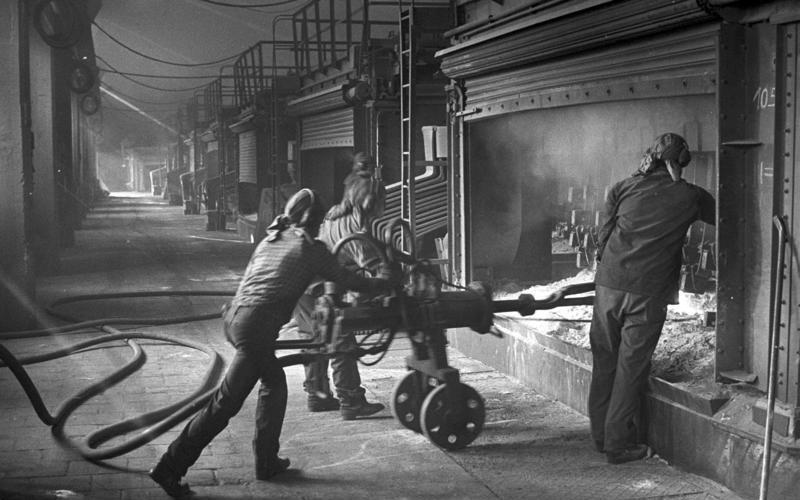
Fundición de aluminio "Albert Zimmermann" Lauta (1989).

Una vez formada la RDA, la empresa se nacionalizó. Alfred Götze fue el gerente de la empresa estatal (Volkseigener Betrieb) desde 1956 hasta 1963.
En 1952 se produjo la anexión de la mayor parte del pueblo de Lauta con Lautawerk, adquiriendo el topónimo de Lauta, mientras que el resto del pueblo se pasó a denominar Lauta-Dorf. Actualmente, ambas localidades pertenecen al distrito de Hoyerswerda y desde 1965 disfrutan del título de ciudad.
En el antiguo emplazamiento del complejo siderúrgico, se erigió una central termoeléctrica en 2004, la TA Lauta, pese a las críticas de un comité municipal. 
En 2007 se terminó la restauración de las zonas contaminadas y la descontaminación de las aguas subterráneas. Según los controles realizados, los niveles de contaminantes se encuentran dentro de los rangos legales y, en lo sucesivo, no será necesario continuar con el tratamiento de aguas.

### Distribución de la ciudad
Los barrios de la ciudad son Lauta, Lauta-Dorf, Laubusch (desde el 1 de enero de 2001) junto con Leippe, Torno y Johannisthal (desde el 1 de enero de 2007). Los tres últimos barrios, Leippe, Torno y Johannisthal, formaban antiguamente una única mancomunidad bajo el nombre de Leippe-Torno.

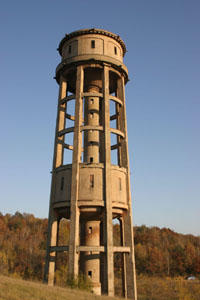
La torre de agua de Lauta.

## Sitios conmemorativos
- Placa conmemorativa en la entrada de la central de Lautawerk en Friedrich-Engels-Straße 1 y el monumento, dentro del complejo, al resistente Albert Zimmermann, el cual fue asesinado en 1944 en la Brandeburgo.
- Lugar conmemorativo en el cementerio local para las víctimas de los campos de trabajo, entre ellos, 130 prisioneros soviéticos y 18 niños de entre 8 y 14 años.

## Sitios de interés

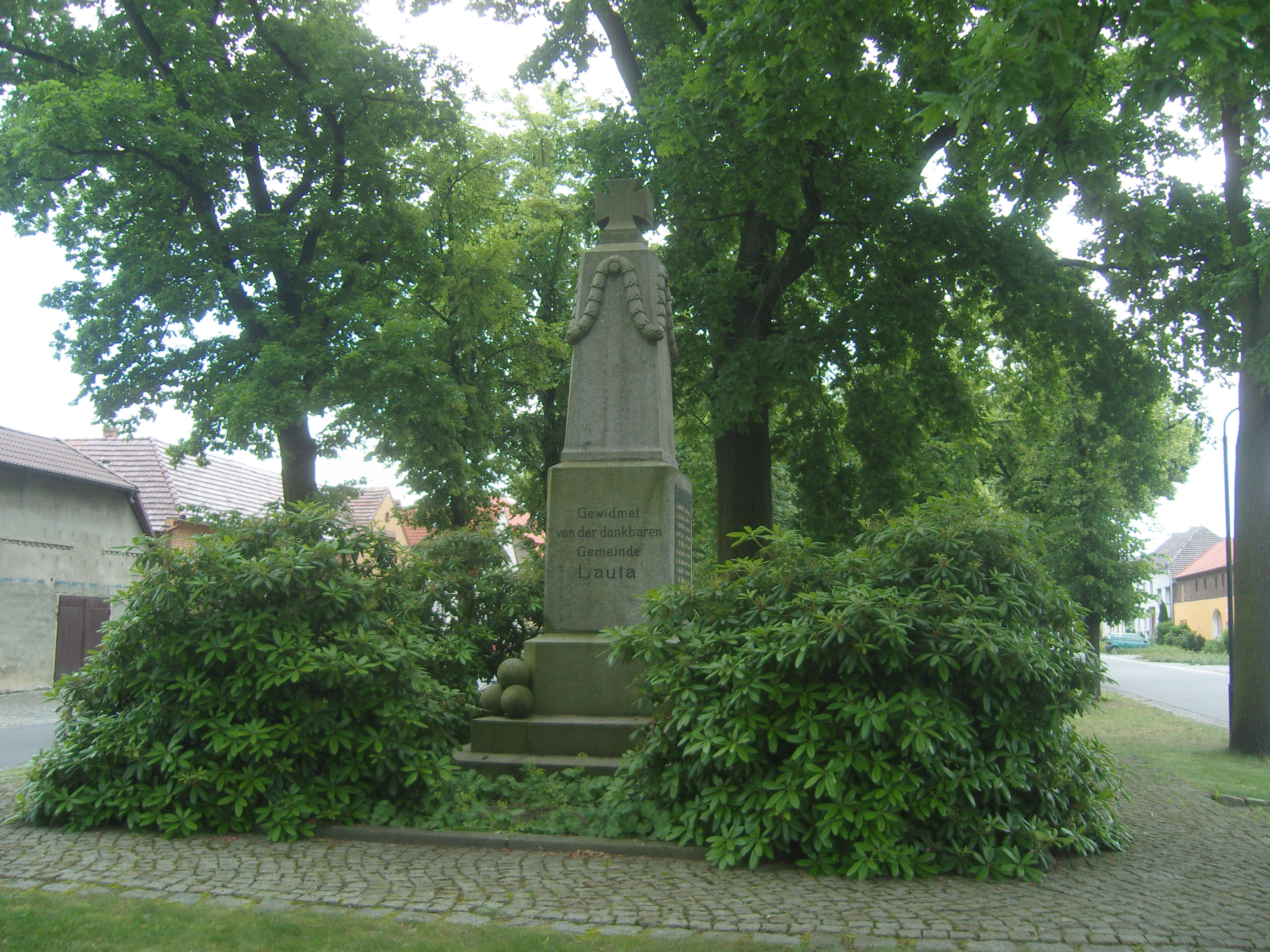
Monumento a la guerra en Lauta-Dorf

- Las ciudades jardín de Lauta-Nord y Erika.
- La región de lagos de Lausitzer Seenland (7000 ha).
- Un emblema de la ciudad de Lauta es la torre de agua, el último vestigio de la factoría de aluminio Vereinigten Aluminium-Werke Lautawerk.
- El parque de la ciudad.
- Monumentos a la guerra en distintos espacios verdes en Lauta-Dorf.

## Educación
La ciudad dispone de dos escuelas primarias (una de ellas en la colonia industrial de Laubusch) y una escuela secundaria.